# Liza Pusztai
Liza Pusztai (* 11. Mai 2001 in Budapest) ist eine ungarische Säbelfechterin.

## Erfolge
Pusztai stammt aus dem XIV. Budapester Bezirk (Zugló) und begann mit neun Jahren mit dem Fechten, nachdem sie zuvor verschiedene andere Sportarten ausprobiert hatte. Sie besuchte die Vörösmarty Mihály Schule und studiert an der Eötvös-Loránd-Universität in Budapest.
Bei den Europameisterschaften 2017 in Tiflis gewann Pusztai eine Bronzemedaille im Einzel.
Im darauffolgenden Jahr vertrat sie Ungarn bei den Olympischen Jugend-Sommerspielen in Buenos Aires. Dort gewann sie die Goldmedaille im Einzel, sowie ebenfalls Gold mit der gemischten Mannschaft Europa 1. Im gleichen Jahr gewann sie die Goldmedaille bei den ungarischen Meisterschaften in Budapest. 2019 gewann Pusztai die Silbermedaille im Mannschaftswettbewerb bei den Europameisterschaften in Düsseldorf.
In den Jahren 2018, 2020 und 2022 wurde Liza Pusztai jeweils als ungarische Fechterin des Jahres ausgezeichnet.
Im Jahr 2021 trat Pusztai bei den Olympischen Sommerspielen 2020 in Tokio im Einzel an, wo sie im Achtelfinale gegen die Chinesin Qian Jiarui ausschied. Sie trat auch im Mannschaftswettbewerb für Ungarn an; das Team belegte den achten Platz.
Bei den Weltmeisterschaften 2022 und 2023 gewann Pusztai jeweils Gold im Mannschaftswettbewerb. Ebenfalls im Mannschaftswettbewerb gewann sie Bronze bei den Europameisterschaften 2023 und den Europaspielen 2023.
Bei den Olympischen Sommerspielen 2024 in Paris trat Pusztai erneut im Einzel an, wo sie im Achtelfinale gegen ihre Landsfrau Anna Márton ausschied. Mit der ungarischen Säbel-Mannschaft belegte sie zudem den sechsten Platz.